# بازگشت سوپرمن (بازی ویدئویی)
بازگشت سوپرمن: بازی ویدئویی (به انگلیسی: Superman Returns: The Video Game) یک بازی سه بعدی در ژانر اکشن و ماجراجویی است که توسط وارنر برادرز گیمز در سال ۲۰۰۶ برای کنسول های پلی‌استیشن ۲، ایکس‌باکس، ایکس‌باکس ۳۶۰ و نینتندو دی‌اس منتشر شد. این بازی از سوی منتقدین با نقدهای متوسط روبه‌رو شد اما از سوی هواداران به شدت تحسین شد. زیرا تنها بازی اختصاصی سوپرمن محسوب می‌شود که می‌تواند تمامی قدرت های او در یک محیط باز به تصویر بکشد. این بازی بر پایه فیلمی به همین نام به کارگردانی برایان سینگر است.

## بازخوردها
| گردآورنده  | امتیاز                                               |
| ---------- | ---------------------------------------------------- |
| گیم‌رنکینگز | (Xbox) 54.18% (X360) 53.25% (PS2) 45.70% (DS) 31.92% |
| متاکریتیک  | (Xbox) 51/100 (X360) 51/100 (PS2) 46/100 (DS) 33/100 |

| ناشر                    | امتیاز                                             |
| ----------------------- | -------------------------------------------------- |
| وان‌آپ.کام               | D−                                                 |
| اج                      | 3/10                                               |
| الکترونیک گیمینگ مانثلی | 4.67/10                                            |
| یوروگیمر                | 3/10                                               |
| گیم اینفورمر            | 6/10                                               |
| گیم‌پرو                  | 2.5/5                                              |
| گیم رولیشن              | D                                                  |
| گیم‌اسپات                | (X360) 4.5/10 4.4/10 (DS) 2.3/10                   |
| گیم‌اسپای                | [ ۲۰ ] [ ۲۱ ]                                      |
| گیم‌تریلرز               | 6.4/10                                             |
| گیم‌زون                  | (X360) 7.7/10 (Xbox) 5/10 (DS) 4.3/10              |
| آی‌جی‌ان                  | (X360) 5.5/10 (DS) 5.3/10 (Xbox) 5/10 (PS2) 4.8/10 |
| اوپی‌ام (ایالات متحده)   | 3.5/10                                             |
| اواکس‌ام (ایالات متحده)  | (X360) 6.5/10 (Xbox) 3/10                          |
| The A.V. Club           | D                                                  |